# Didymocyrtis foliaceiphila
Didymocyrtis foliaceiphila is een korstmosparasiet behorend tot de familie Phaeosphaeriaceae. Het komt met name voor op Cladonia, maar is ook bekend van het blauwgrijs steenschildmos (Parmelia saxatilis).

## Verspreiding
Didymocyrtis foliaceiphila staat vermeld op de verspreidingsatlas, maar de zeldzaamheid is nog onbekend.